# LG Chem
LG Chem Ltd. (koreansk: LG화학) KRX: 051910

, KRX: 051915

, ofte refereret til som LG Chemical og også kendt som Lucky GoldStar Chemical, er den største kemikalievirksomhed i Sydkorea. Den har hovedkvarter i Seoul og er et datterselskab til LG Corporation. I Sydkorea drives i alt otte fabrikker desuden findes marketingsafdelinger steder som Nord- og Sydamerika, Kina, Rusland, Tyskland, Polen, Schweiz, Indien, Indonesien, Japan, Singapore, Taiwan, Thailand, Tyrkiet og Vietnam. 2. november 2007 blev virksomheden fusioneret med LG Petrochemical Co..

## Operationer
LG Chem er en producent, leverandør og eksportør af petrokemiske varer, plastik, gulvbelægning og bildele. Virksomheden driver tre hoveddivisioner: Kemikalier og Polymerer, Industrielle materialer og Informations- og Elektronikmaterialer.

### Informations- og elektronikmaterialer
Lithium ion batterier, skærme og optiske film, trykte kredsløbsmaterialer og toner. 

#### Compact Power, Inc.
Compact Power, Inc. (CPI) er et 100 % ejet datterselskab til LG Chem baseret i Troy i Michigan, som samler lithium-ion polymerbatterisystemer til elektriske- og hybridkøretøjer, ved hjælp af celler fremstillet af LG Chem i Sydkorea. Selskabet leverer bl.a. batterier til Chevrolet Volt.

### Kemikalier og polymerer
Råmaterialer og væsker inkluderer men er ikke afgrænset til polyvinylchlorid, plasticizers, specielle additiver, alkoholer, polyolefins, acrylic acids, gummi, styrenics, performance polymerer, engineering plastics, elastomers, conductive resins og andre kemikalier.

### Industrielle materialer
gulvbelægning til boliger, gulvbelægning til erhverv, vægbelægning, overflade og dekorative materialer, reklamebannerplader, membraner, og bilkomponenter.

### LG Solar Energy
LG Solar Energy er et datterselskab etableret i 2007 for at LG Chem kunne levere polysilicium til LG Electronics for brug til fremstilling af solceller.